# Рафиково (Благовещенский район)
Рафиково (баш. Рафиҡ) — деревня в Благовещенском районе Республики Башкортостан Российской Федерации. Входит в состав Изяковского сельсовета.

## География

### Географическое положение
Расстояние до:
- районного центра (Благовещенск): 24 км,
- центра сельсовета (Верхний Изяк): 5 км,
- ближайшей ж/д станции (Загородная): 23 км.

## Население
| 2002 | 2009 | 2010 |
| ---- | ---- | ---- |
| 0    | →0   | →0   |